# 帕尔旺省
帕爾旺省（波斯語：د پروان ولايت）位於阿富汗中部，與卡比萨省、巴格蘭省、巴米揚省、喀布爾省、潘傑希爾省、瓦爾達克省等省份相鄰。帕尔旺得名于位于兴都库什山的一座古代城镇。该省总面积5,974平方公里（2,307平方英里），总人口726,000，下辖10个县。
於2021年8月14日被塔利班所控制。2021年8月17日，阿富汗反塔利班武裝潘傑希爾抵抗勢力控制帕爾旺省省會恰里卡爾。2021年9月6日，塔利班重新控制該地區。

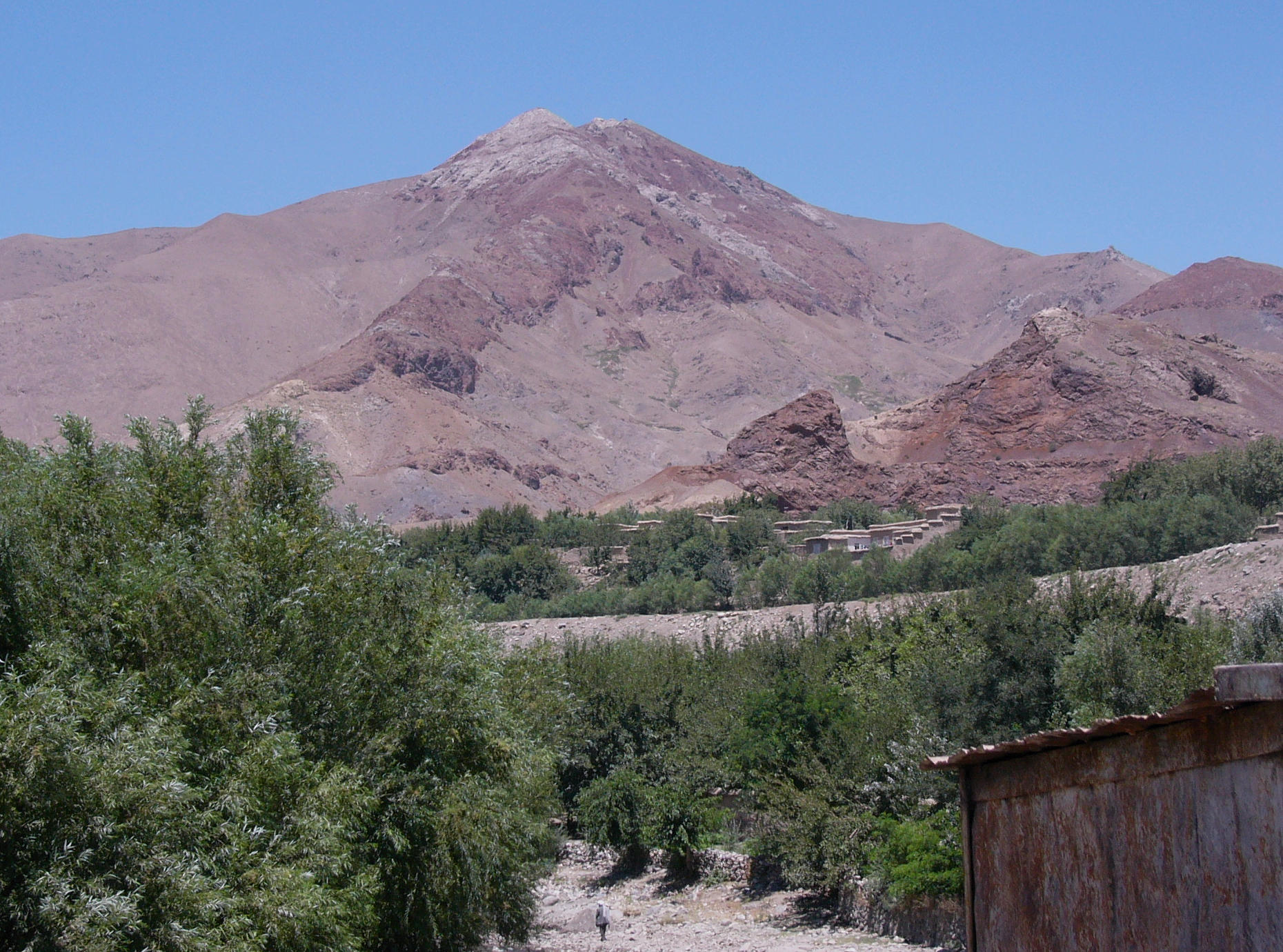
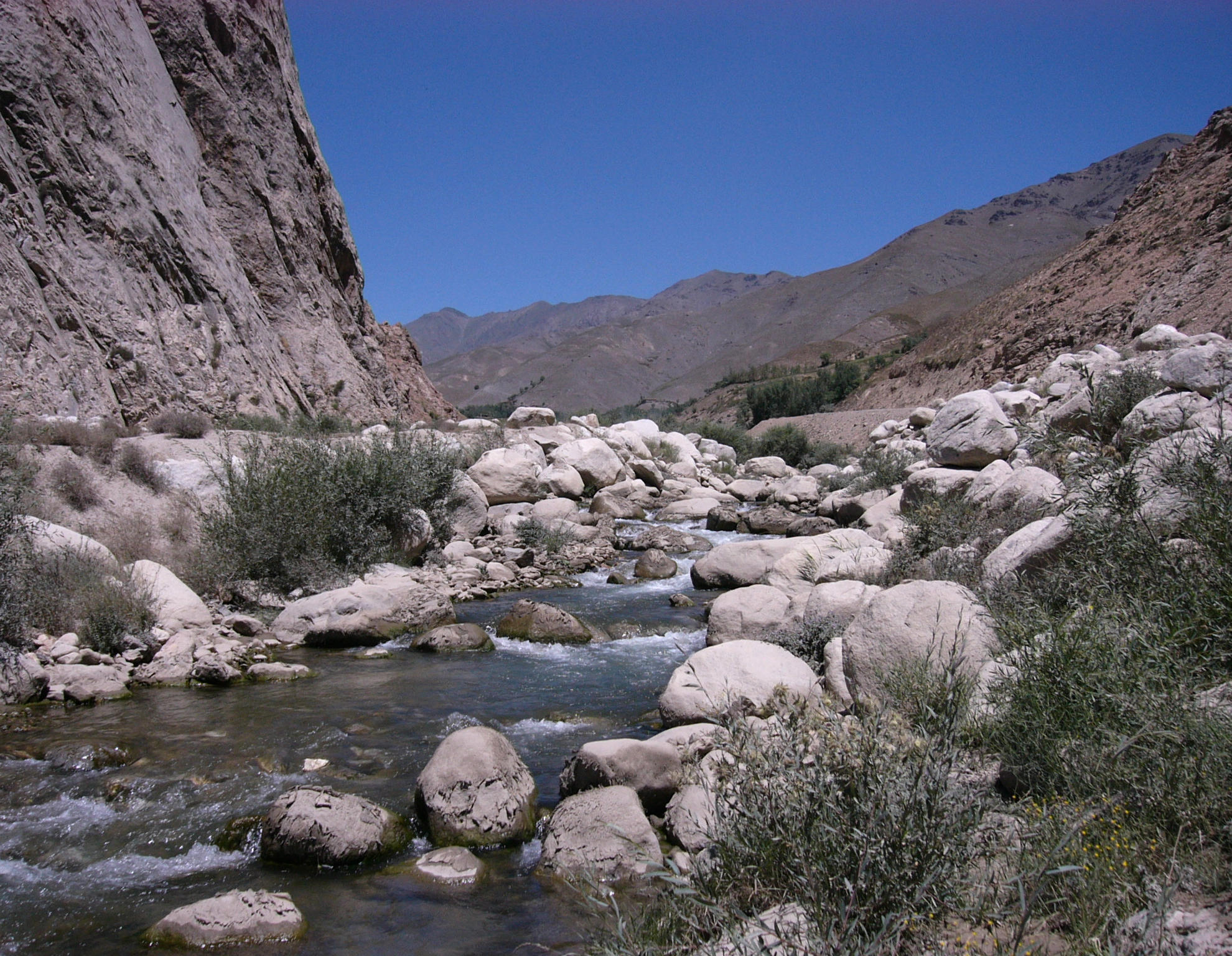
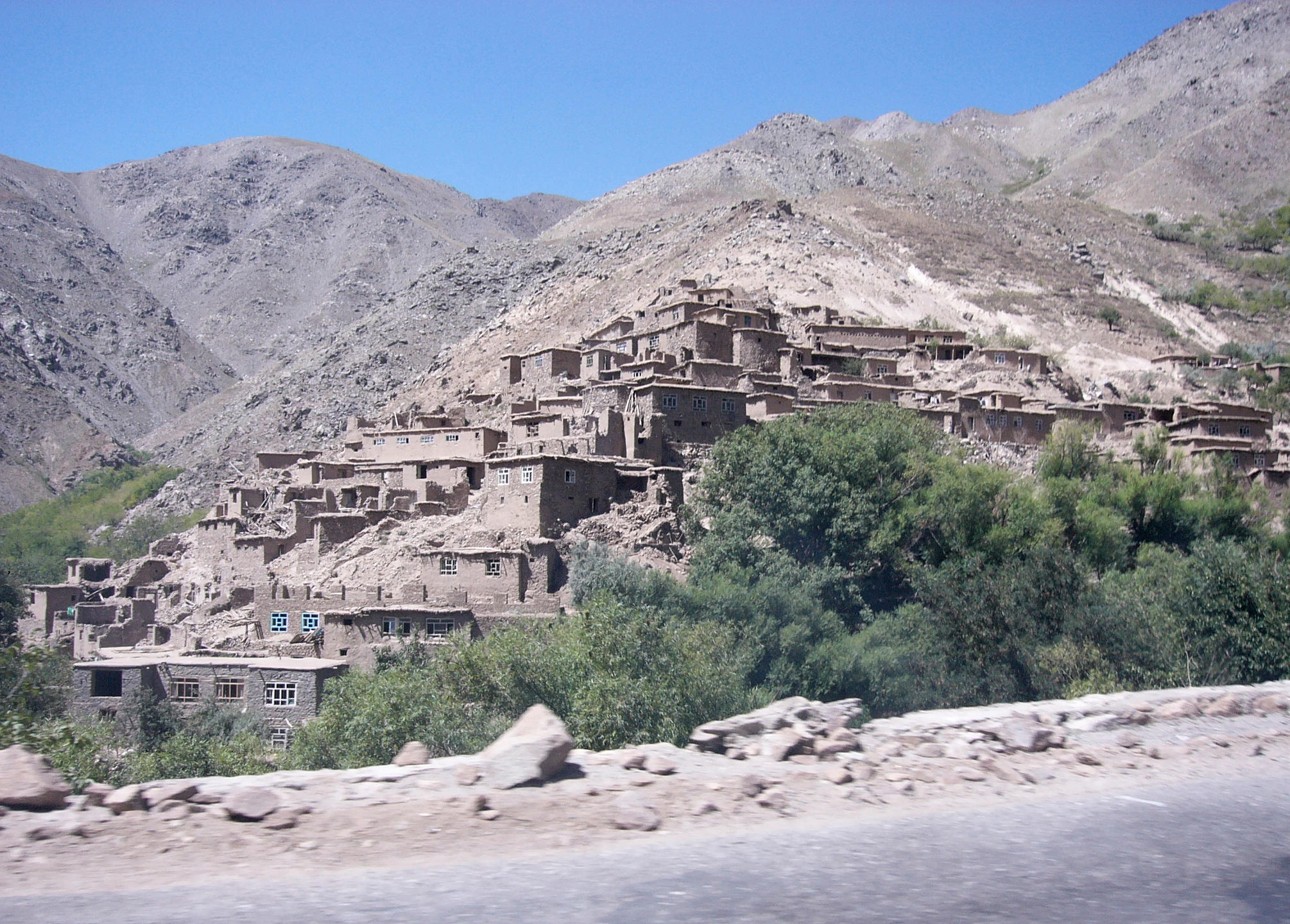